# Kimobetsu
Kimobetsu (喜茂別町, Kimobetsu-chō) est un bourg du district d'Abuta, situé dans la sous-préfecture de Shiribeshi, sur l'île de Hokkaidō, au Japon.

## Géographie

### Démographie
Au 31 mars 2015, la population de Kimobetsu s'élevait à 2 378 habitants répartis sur une superficie de 189,41 km2.